# Via Láctea
A Via Láctea é uma galáxia espiral, da qual o Sistema Solar faz parte. Vista da Terra, aparece como uma faixa brilhante e difusa que circunda toda a esfera celeste, recortada por nuvens moleculares que lhe conferem um intrincado aspecto irregular e recortado. Sua visibilidade é severamente comprometida pela poluição luminosa. Com poucas exceções, todos os objetos visíveis a olho nu no céu noturno pertencem a esta galáxia.
Sua idade estimada é de mais de treze bilhões de anos, período no qual passou por várias fases evolutivas até atingir sua forma atual. Formada por centenas de bilhões de estrelas, a galáxia possui estruturas diferenciadas entre si. No bojo central, que possui forma alongada, há uma grande concentração de estrelas, sendo que o exato centro da galáxia abriga o buraco negro supermassivo Sagitário A*. Ao seu redor estende-se o disco galáctico, formado por estrelas dos mais diversos tipos, nebulosas e poeira interestelar, dentre outros. É nesta proeminente parte da Via Láctea que se manifestam os braços espirais. Ao seu redor encontram-se centenas de aglomerados globulares. Entretanto, a dinâmica de rotação da galáxia revela que sua massa é muito maior do que a de toda a matéria observável, sendo este componente adicional denominado matéria escura, cuja natureza se desconhece.
Desde tempos imemoriais que a humanidade buscou descrever a natureza da galáxia, sendo esta referida em inúmeras lendas e mitos entre vários povos. Embora tenha sido proposto anteriormente, constatou-se que a faixa brilhante de aspecto leitoso (a partir do qual seu nome derivou-se) se tratava na verdade de um grande conjunto de estrelas a partir das observações de Galileu Galilei utilizando um telescópio. Entretanto, nos últimos dois séculos, a concepção científica da Via Láctea passou de uma simples nuvem de estrelas na qual o Sol situava-se próximo ao centro para uma grande galáxia espiral complexa e dinâmica, da qual nossa estrela é somente uma das bilhões existentes, o que aconteceu graças aos avanços tecnológicos de observação, que permitiram sondar estruturas além das nuvens moleculares.
O Sistema Solar localiza-se a meia distância entre o centro e a borda do disco, na região do Braço de Órion, que na verdade trata-se somente de uma estrutura menor entre dois braços principais. Ao redor da galáxia orbitam suas galáxias satélites, das quais destacam-se as Nuvens de Magalhães. O Grupo Local é o aglomerado de galáxias esparso da qual a Via Láctea faz parte, sendo um de seus maiores componentes.

## Formação
Ainda não há consenso sobre como ocorreu o processo que resultou na forma atual da Via Láctea. Nossa galáxia possivelmente começou a se originar há mais de treze bilhões de anos em dois sistemas estelares diferentes que então se fundiram: um era uma galáxia anã que chamamos de Gaia-Enceladus, e o outro era o principal progenitor de nossa galáxia, quatro vezes mais massivo e com uma maior proporção de metais quando iniciou o colapso da matéria que compunha o universo primordial. Há cerca de dez bilhões de anos houve uma violenta colisão entre o sistema mais massivo e Gaia-Enceladus. Como resultado, algumas de suas estrelas e as de Gaia-Enceladus foram colocadas em movimento caótico, e eventualmente formaram o halo da Via Láctea atual. A partir de pontos onde a densidade era relativamente maior, passaram a surgir os primeiros grupos de estrelas que, por sua vez, formaram os aglomerados globulares situados no halo que, de fato, são os componentes mais antigos remanescentes até os dias atuais. No mesmo período, começou a se formar o bojo central, ao redor do qual os aglomerados globulares orbitavam. Depois disso, houve explosões violentas de formação estelar até 6 mil milhões de anos atrás, quando o gás se instalou no disco da Galáxia e produziu o que conhecemos como o "disco fino". Tal processo pode ter levado alguns bilhões de anos.

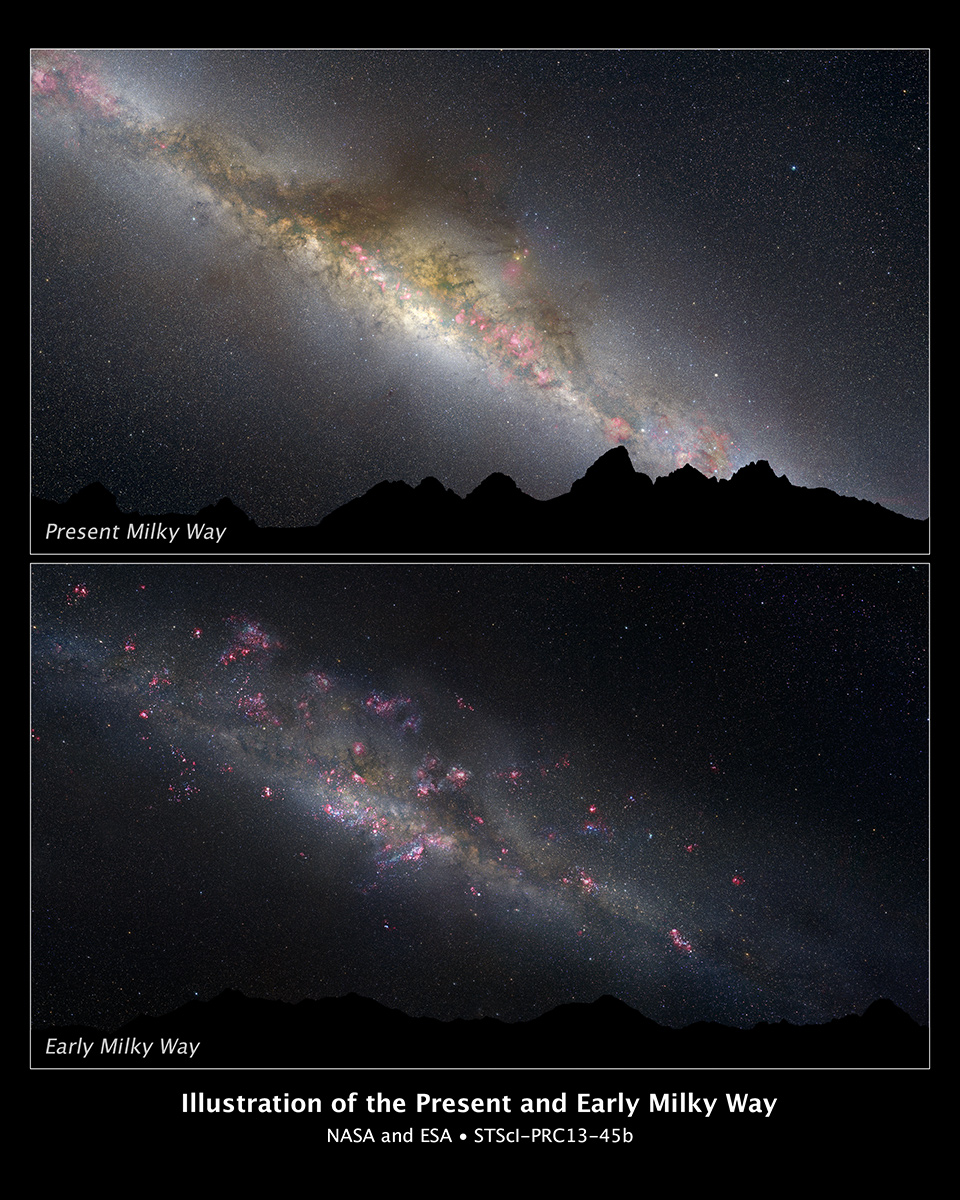
Simulação da galáxia atual (acima) e como seria há onze bilhões de anos (abaixo). Em sua evolução, a galáxia passou por um período de surto de formação estelar entre onze e sete bilhões de anos atrás.

Evidências sugerem que o surgimento do disco galáctico foi um evento praticamente independente. A formação do disco teria se sucedido a partir da absorção de gás de origem extragaláctica que se aglomerava sob forma achatada ao redor do bojo, o que teria durado por cerca de sete bilhões de anos desde a formação do bojo central. Algumas teorias sugerem, contudo, que a galáxia ainda está em formação, com base no fato de que nuvens de gás molecular estão se movendo com alta velocidade nas partes mais externas em direção ao plano galáctico, mas não há consenso de que se trata, de fato, de um processo de incorporação de matéria no disco. No entanto, a observação do processo de formação de outras galáxias sugere que o disco pode ter se formado junto ao halo e ao bojo central.
Pode-se inferir a cronologia de formação estelar a partir da abundância de elementos químicos nas estrelas, utilizando por exemplo a técnica de nucleocosmocronologia. O material inicial visível que existia antes da formação da galáxia era composto somente por hidrogênio, hélio e uma quantidade pequena de lítio. Com o surgimento de estrelas, elementos mais pesados passaram a ser sintetizados e posteriormente liberados no meio interestelar por meio de ventos estelares ou explosões de supernova. Este material, por sua vez, era incorporado na formação de uma nova geração de estrelas que, por consequência, passavam a ter maior fração de outros elementos químicos. Desta forma, a abundância de núcleos atômicos pesados determina se a estrela pertence a gerações mais antigas ou mais recentes sendo possível, portanto, analisar o processo de evolução química da galáxia.
Os aglomerados globulares possuem os menores teores metálicos sendo, portanto, os componentes mais antigos. Sua idade não determina necessariamente a idade da galáxia como um todo, mas fornece um limite máximo que a galáxia pode ter. Este limite geralmente é descrito como sendo aproximadamente 13,2 bilhões de anos.
Em geral, sugere-se que estrelas da população II, velhas e pobres em elementos pesados, foram as primeiras a se formar, sendo que este período de formação se estendeu por somente um bilhão de anos. O disco, conforme o gás extragaláctico incorporava-se, passava a ser povoado por novas e grandes estrelas do tipo I, cuja formação durou pelos doze bilhões de anos subsequentes e se estende até os dias atuais. O auge da atividade de formação estelar possivelmente ocorreu entre onze e sete bilhões de anos atrás, período no qual cerca de noventa por centro das estrelas atuais teriam surgido.
A análise da abundância de elementos mais pesados como oxigênio e magnésio no disco mostra que sua distribuição varia gradualmente conforme a distância ao centro galáctico, sendo mais abundantes em sua parte mais interna. Isto sugere que o disco teria se formado de dentro para fora, uma vez que a maior abundância de elementos pesados significa que mais gerações de estrelas existiram e que, portanto, a região é mais antiga.

## Estrutura

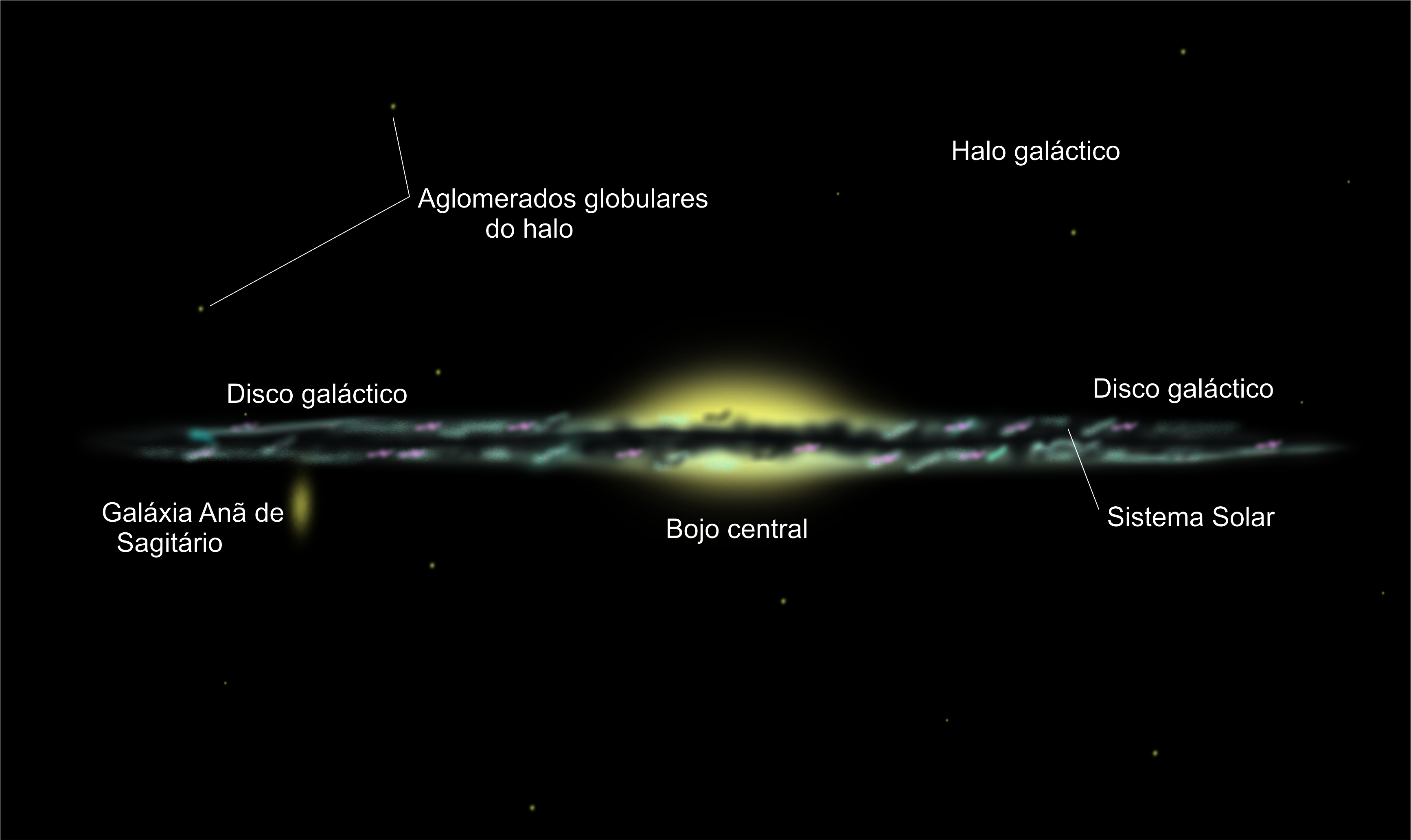
Concepção artística da galáxia, onde se destacam o disco, o bojo central e o halo de aglomerados globulares.

A Via Láctea é uma galáxia espiral barrada, formada por quatro estruturas principais. A região central caracteriza-se por um bojo alongado formado sobretudo por estrelas antigas e onde encontra-se um buraco negro supermassivo. Ela se estende por quase 2 milhões de anos-luz, mais de 15 vezes mais que o disco espiral luminoso. Ao seu redor está o disco galáctico cujo diâmetro chega a precisamente 1,9 milhão de anos-luz, mais ou menos 0,4 milhão de anos-luz. Neste disco encontram-se estrelas jovens, nebulosas e regiões de formação estelar, que se organizam de forma a criar os quatro braços espirais principais da galáxia. Por fim, ao redor destas estruturas está o halo galáctico, cujos componentes mais proeminentes são os aglomerados globulares de estrelas antigas que orbitam o centro galáctico. Ao redor da galáxia existe ainda um halo de gases circundantes, além da matéria escura, que, embora indetectável diretamente, afeta sua dinâmica de rotação. A magnitude absoluta integrada da Via Láctea é de -20,6, que seria o brilho visível se toda a luz da galáxia fosse concentrada em um ponto a 32,6 anos-luz do observador.

### Componentes
A galáxia contém pelo menos 100 bilhões de estrelas e pode chegar a 400 bilhões, de acordo com estimativas. Poucas são supergigantes, como Rígel e Betelgeuse, enquanto estrelas como o Sol são mais comuns. Contudo, o tipo mais abundante na galáxia são as anãs vermelhas. A massa da galáxia pode ser deduzida a partir da velocidade de rotação ao redor de seu centro ou através de estimativas observacionais. Ainda há muita incerteza no cálculo da massa da Via Láctea, mas sabe-se que toda a matéria visível compreende uma massa da ordem de 1011 massas solares (M☉), da qual mais de noventa por cento corresponde às estrelas e o restante são gases e poeira que, em conjunto, compõem o meio interestelar. No total, quase três quartos da massa da galáxia são formados de hidrogênio e um quarto de hélio, enquanto uma pequena fração (cerca de 2%) é formada por "metais". Contudo, o halo de matéria escura que cerca a galáxia compreende a maior parte de sua massa, cuja totalidade é da ordem de 1012 M☉.
As estrelas estão distribuídas em duas categorias principais que levam em conta a proporção de elementos mais pesados do que o hélio. A população I inclui aquelas em que é relativamente alta a presença de metais, com proporção de 0,2 a 1 vezes a porcentagem existente no Sol. Neste grupo encontram-se as estrelas mais jovens. A população II, por sua vez, é formada por estrelas cuja atmosfera é pobre em metais, embora no núcleo dessas estrelas ainda ocorra a síntese de elementos químicos. Teoricamente considera-se também a população III, que seria a primeira geração de estrelas da galáxia, formadas somente por hidrogênio e hélio, e que não mais existem. A divisão entre estas categorias não é evidente, uma vez que a taxa metálica nas estrelas varia continuamente.

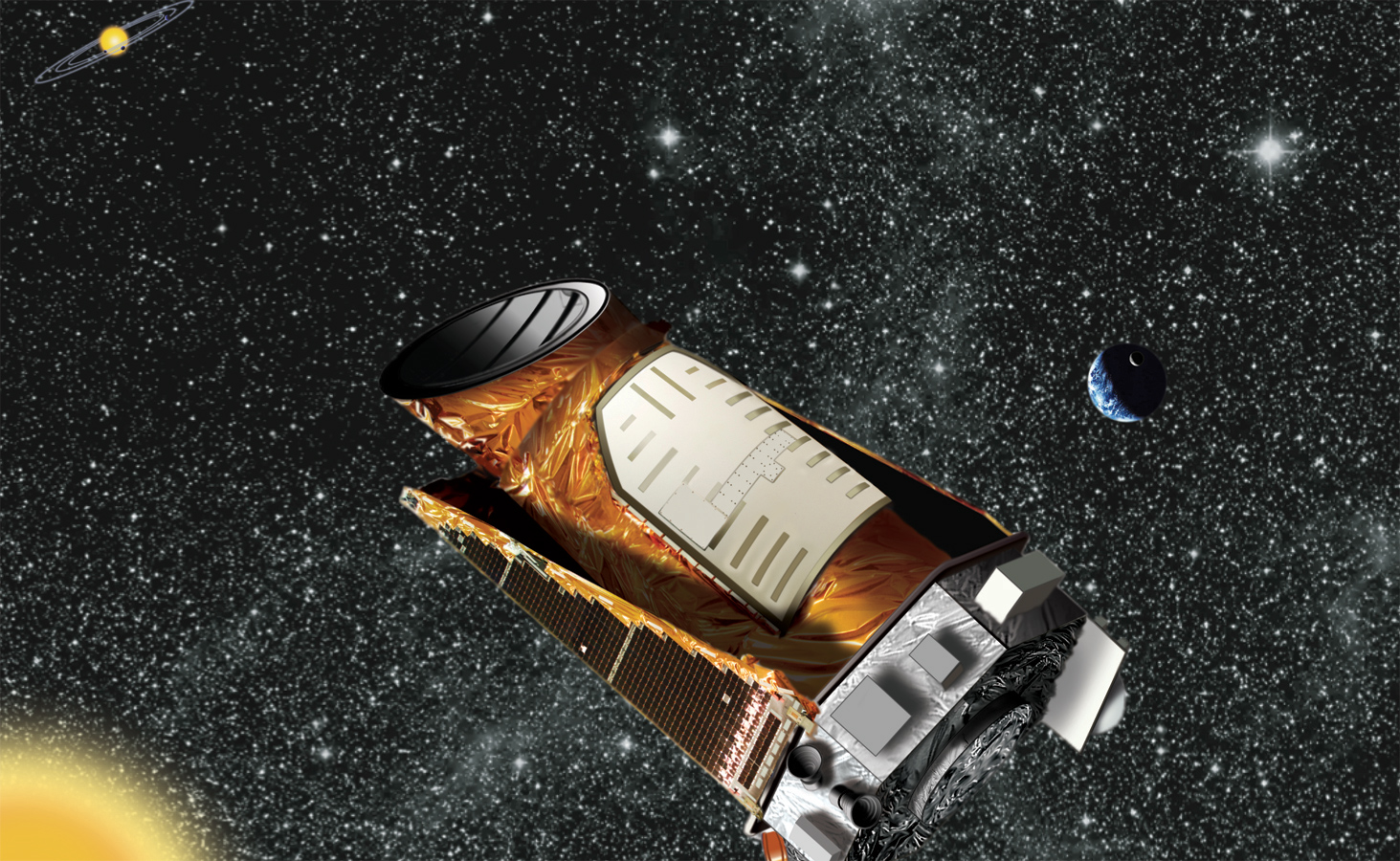
A sonda Kepler, projetada para encontrar planetas extrassolares.

Estima-se que a quantidade de exoplanetas seja tão grande ou mesmo maior que a própria quantidade de estrelas da Via Láctea, sendo que planetas menores, como a Terra, são mais comuns que gigantes gasosos. Cerca de uma em cada cinco estrelas da galáxia são semelhantes ao Sol e, de acordo com dados obtidos pela sonda Kepler, uma em cada seis dessas estrelas possui pelo menos um planeta do tamanho da Terra. Extrapolando-se os dados para toda a galáxia, seriam mais de dezessete bilhões de planetas similares ao nosso em toda a Via Láctea. Existem ainda planetas interestelares que foram, por algum motivo, retirados de sua órbita original e vagam em meio ao espaço interestelar, sem ligação gravitacional com outra estrela.
Cerca de uma em cada dez estrelas da galáxia são anãs brancas, embora poucas tenham sido detectadas nas vizinhanças do Sol devido à sua baixa luminosidade e tamanho reduzido. A Via Láctea abriga, segundo estimativas, mais de um bilhão de estrelas de nêutrons, remanescentes do fim de estrelas massivas. A galáxia possui ainda milhões de buracos negros originados no fim da vida de estrelas supermassivas, possuindo massas de algumas dezenas de massas solares. Entretanto, somente algumas dezenas foram identificados até o momento. Muitos deles vagam pela galáxia e só podem ser identificados quando interagem com outras estrelas ou poeira interestelar. Existe no centro galáctico somente um buraco negro supermassivo, com milhões de vezes a massa do Sol.

### Centro galáctico
O núcleo da Via Láctea se encontra a cerca de 26 mil anos-luz do Sistema Solar, na direção da constelação de Sagitário. Esta região é caracterizada por um bojo central alongado, que possui cerca de 27 mil anos luz de uma extremidade a outra. O centro galáctico, a região mais densamente povoada da galáxia, contém cerca de dez bilhões de estrelas que são principalmente velhas e pobres em metais, embora existam também muitas estrelas jovens e ricas em elementos pesados. Alguns desses componentes formam aglomerados globulares que orbitam ao redor do centro e um deles situa-se no próprio centro, onde a concentração estelar é tão intensa a ponto de encontros estelares serem relativamente comuns. Observações de estrelas gigantes nas regiões internas da Via Láctea levantam a possibilidade do bojo central ser formado, na verdade, por duas regiões em barra sobrepostas, criando uma espécie de "X" no centro da galáxia, sendo uma barra mais robusta que a outra. Este tipo de estrutura já foi observado em outras galáxias espirais, como na NGC 4469 e NGC 4710.
O exato centro da galáxia abriga o buraco negro denominado Sagitário A*. O movimento de nuvens de gases e de estrelas ao seu redor permitiu calcular a sua massa como sendo quatro milhões de vezes superior à massa do Sol, concentrada somente em uma pequena região, o que evidência se tratar, na verdade, de um buraco negro supermassivo. Estudos indicam que as nuvens moleculares ao redor deste objeto estão sendo atraídas e, a medida que se aproximam do intenso campo gravitacional do buraco negro, passam a formar um disco de acreção e emitem grande quantidade de radiação. Embora não possa ser observado diretamente, observações radioastronômicas levantam ainda mais evidências de sua existência. A presença de buracos negros em núcleos de galáxias semelhantes à Via Láctea é bastante comum. O centro galáctico é possivelmente a origem de estrelas hipervelozes, cuja velocidade excede quinhentos quilômetros por segundo, fazendo com que percam sua ligação gravitacional com a galáxia. Tamanha velocidade surge da interação entre uma estrela e um buraco negro, cujo resultado é o ganho de velocidade da primeira.
Embora a maior parte do bojo não possa ser observada diretamente, uma pequena parte pode ser vista em uma região conhecida como janela de Baade, através da qual a quantidade reduzida de nuvens interstelar permite observar estrelas distantes. A região central da galáxia possui ainda regiões de intensa formação estelar. Detectou-se por meio de observações do Telescópio Fermi recentemente regiões de emissão de raios gama acima e abaixo do plano galáctico, que se estendem por cerca de 25 mil anos-luz e parecem ter origem no centro da Via Láctea, cuja origem pode ser a atividade existente no bojo central.
Cerca de 80% das estrelas na região central da Via Láctea se formaram nos primeiros anos de nossa galáxia, entre oito e 13,5 bilhões de anos atrás. Este período inicial de formação de estrelas foi seguido por cerca de seis bilhões de anos, durante os quais nasceram muito poucas estrelas. Isso foi encerrado por uma intensa explosão de formação estelar há cerca de um bilhão de anos atrás, quando, em menos de 100 milhões de anos, estrelas com massa combinada possivelmente chegaram a dezenas de milhões de sóis formados nessa região central. Durante esta explosão de atividade foram formadas estrelas a taxas de mais de 100 massas solares por ano. Atualmente, toda a Via Láctea está formando estrelas a uma taxa de cerca de uma ou duas massas solares por ano.

### Disco galáctico

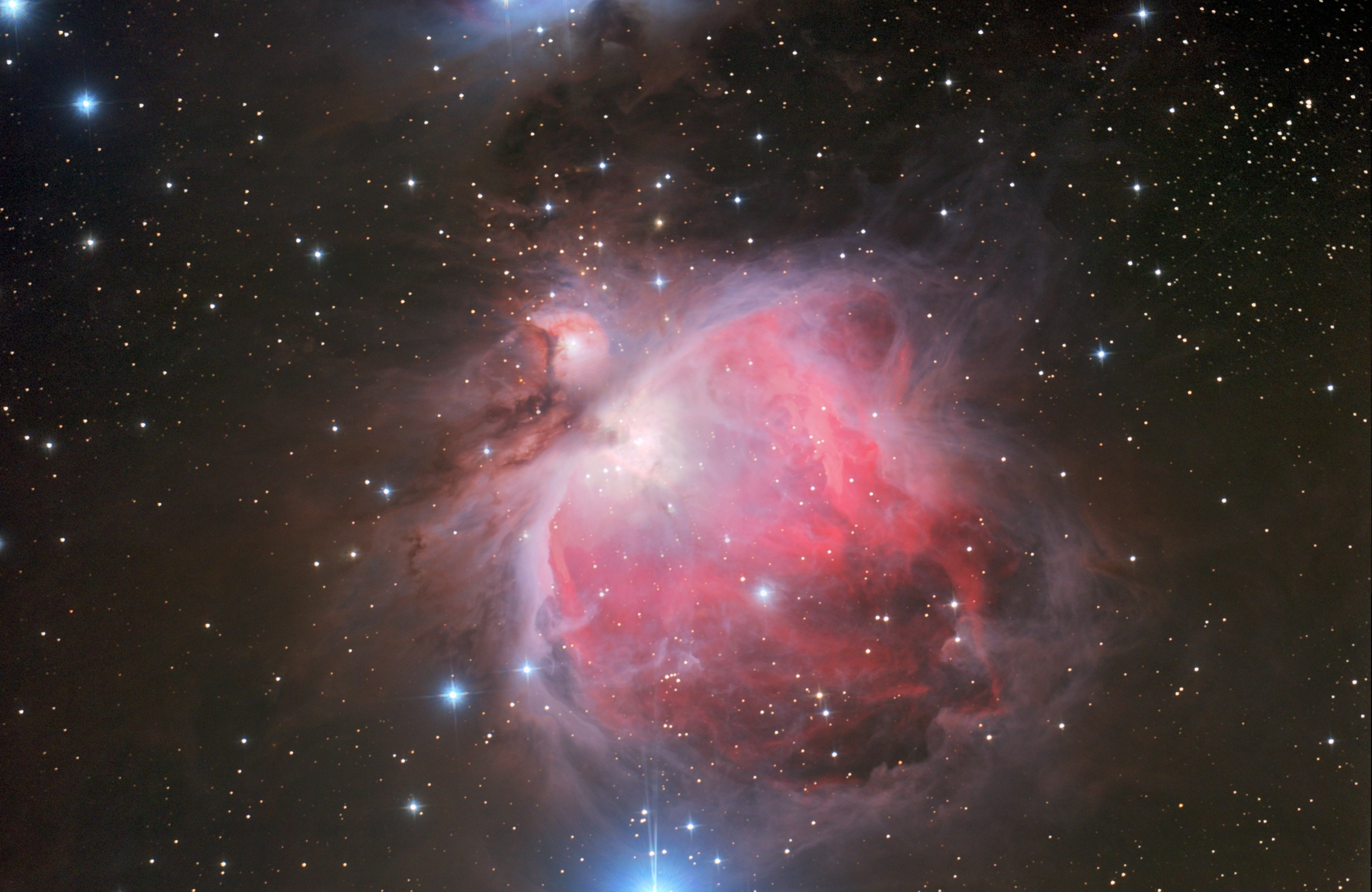
Nebulosa de Órion, o berçário de formação estelar mais próximo de nós, a cerca de 1 500 anos-luz em direção à constelação homônima, pode ser vista a olho nu. Seu brilho provém das estrelas recém-nascidas em seu interior.

O disco galáctico da Via Láctea concentra a maior parte do gás, poeira e estrelas que formam estruturas em forma de espirais. Estes gases, primariamente hidrogênio e hélio, e poeira formam nuvens moleculares opacas que obstruem, inclusive, nossa visão do centro galáctico. O disco é uma parte proeminente da galáxia, pois contém grande quantidade de estrelas jovens e recém-formadas, que geralmente nascem em grupos a partir de uma mesma nuvem molecular e, por isso, associam-se em aglomerados abertos. A Via Láctea possui um campo magnético que pode ser aferido utilizando-se uma série de técnicas, dentre elas o polarização da luz das estrelas e o Efeito Zeeman, provocado pela mudança dos níveis de energia de um átomo sob um campo magnético. No disco, o campo magnético é de 4 x 10−6 gauss, que segue principalmente a orientação dos braços espirais.
Nesta região predominam as estrelas da população I, que são, de forma geral, as mais novas e possuem teor metálico importante. A população estelar do disco pode ser dividida em três grupos, o primeiro deles caracterizado por estrelas novas que compõem os braços espirais, o segundo compõe o disco fino, uma região com espessura de aproximadamente mil anos-luz onde estão estrelas não tão jovens espalhadas para fora dos braços espirais por conta da rotação diferencial da galáxia e, por fim, o disco grosso, com três mil anos luz de espessura formado por estrelas antigas e dispersas devido a interações com grandes nuvens moleculares que as fizeram se afastar do plano galáctico. Outra possibilidade é que as estrelas do disco grosso tenham se formado em outras galáxias satélites que, posteriormente, foram incorporadas à Via Láctea. É importante notar que não existe uma borda definida para o disco, uma vez que a densidade de estrelas varia gradualmente conforme se afasta do plano galáctico ou do centro galáctico. Nota-se, contudo, que além de um raio de quarenta mil anos-luz, a densidade estelar cai radicalmente.
Mais da metade do gás molecular da Via Láctea se concentra em nuvens similares à Nebulosa de Órion. Esse tipo de nuvem é o berço de formação de um grande número de estrelas de diversos tamanhos, inclusive supergigantes. Estas, por sua vez, possuem um curto período de existência e terminam como titânicas explosões de supernova, cujo material é disperso no meio interestelar e carrega consigo eventuais vestígios de uma antiga nebulosa. O que resta são aglomerados abertos das estrelas de menor massa, como as Plêiades e o Presépio, que possuem tipicamente menos de mil estrelas de vida longa, cuja interação gravitacional com outros componentes da galáxia acabam por desfaze-los posteriormente.

#### Estrutura espiral

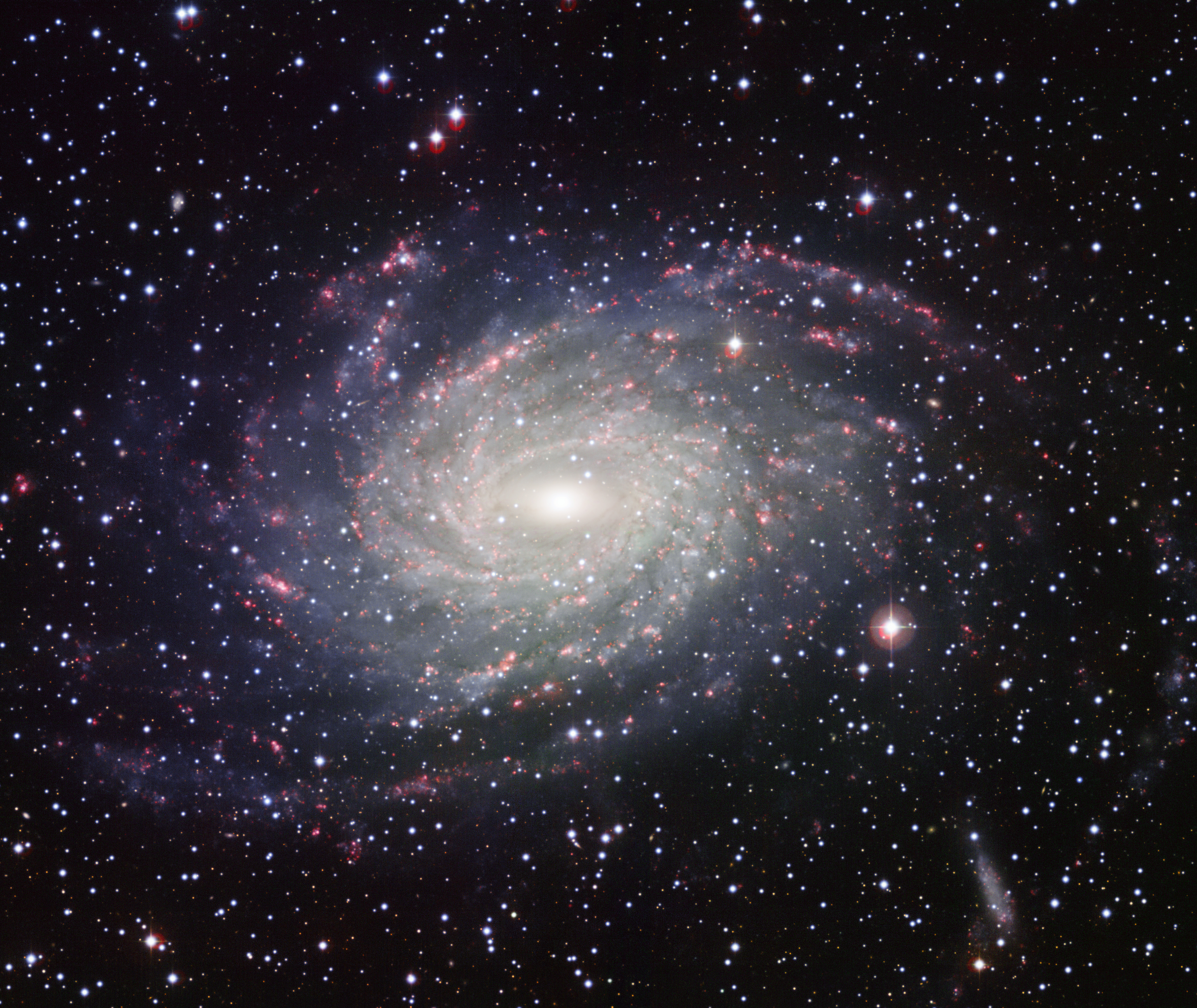
NGC 6744, uma das galáxias cuja estrutura mais se parece com a da Via Láctea.

O aspecto espiral do disco é definido pela existência de certos componentes, dentre eles nuvens moleculares (como as regiões HI e HII), estrelas das classes O e B, protoestrelas e populações de cefeidas tipo I, que delineiam seu formato visual e a maior densidade de matéria. Estas estruturas são utilizadas para mapear a galáxia pelo fato de que seu período de existência é relativamente curto não havendo, portanto, tempo suficiente para que tais objetos migrem para fora dos braços espirais. Uma pesquisa, cujo método incluiu a análise da distribuição de estrelas massivas e jovens, revelou que a galáxia possui de fato quatro braços espirais e não dois, como sugeriam estudos anteriores.
Essas quatro estruturas principais do disco são o Braço de Perseus, Scutum-Centaurus, Cygnus e Sagitário. Os dois primeiros são os mais proeminentes da galáxia, ou seja, apresentam uma maior densidade de gases, poeira e estrelas. O braço de Scutum-Centaurus se inicia próximo à extremidade da barra central mais próxima do Sol, enquanto o braço de Perseus tem início na extremidade oposta, ambos com ângulos praticamente iguais em relação à barra central. Dentre as estruturas notáveis no Braço de Perseu se destaca a Nebulosa do Caranguejo, um remanescente de supernova, e a Nebulosa Roseta. Já no Braço de Sagitário, dentre os grandes componentes estão as nebulosas da Lagoa, Trífida e a de Eta Carinae, além de muitos aglomerados estelares.

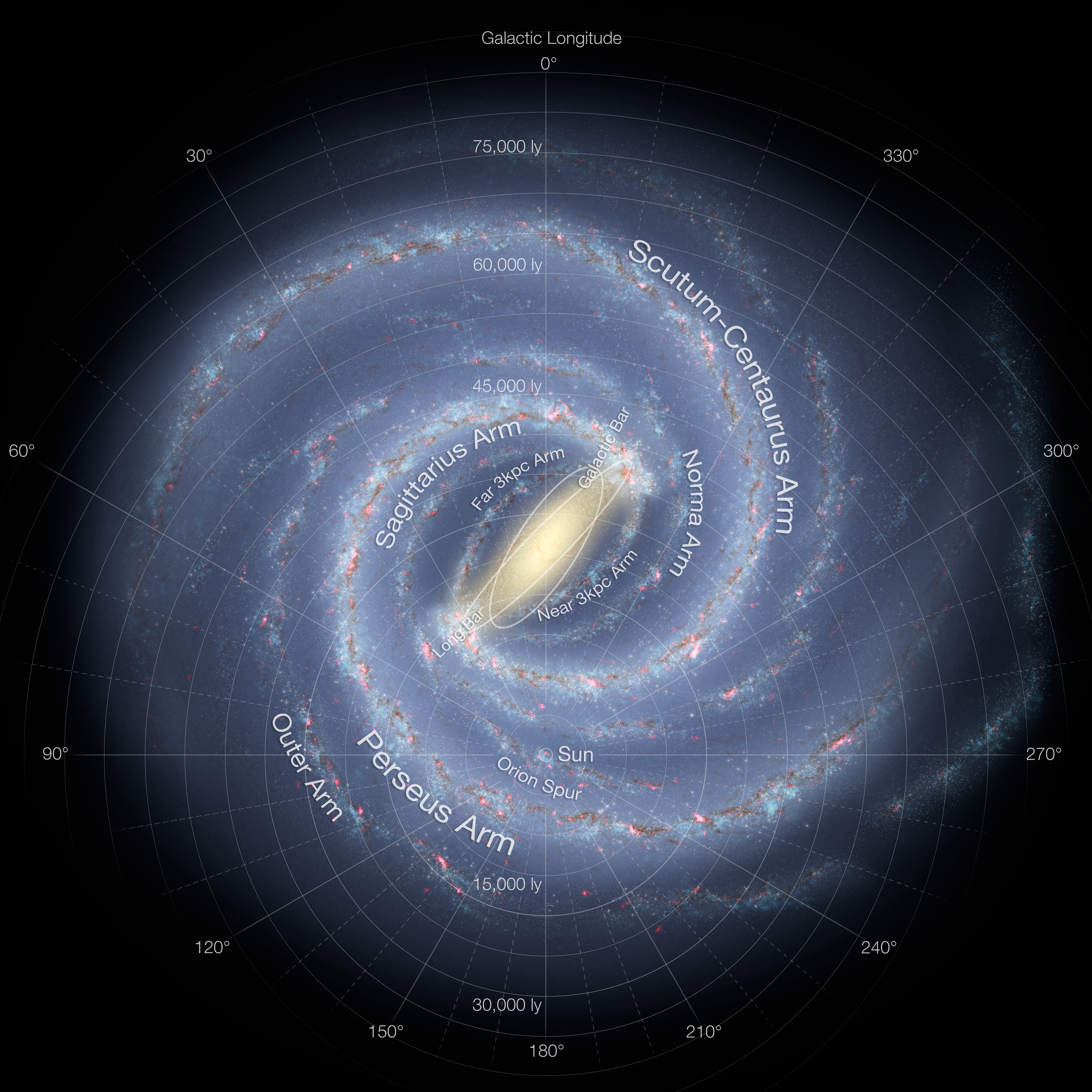
Impressão artística da estrutura da galáxia, baseada nas mais recentes avanços no mapeamento galáctico.

Apesar do formato de galáxias espirais sugerir sua descrição por meio de curvas espirais logarítmicas, existe uma grande irregularidade na distribuição dos componentes que torna este tipo de modelagem pouco eficiente. Além disso, existem estruturas menores e bastante comuns, como o braço de Órion onde está o Sistema Solar, situado entre o braço de Sagitário e de Perseus, que evidenciam a irregularidade na estrutura da Via Láctea.
Além do Braço de Perseu, existe uma estrutura de menor densidade estelar que parece ser a continuação do Braço de Norma. Próximo à barra central da galáxia, localizam-se duas estruturas que, juntas, circundam o centro galáctico formado uma espécie de anel, o Braço 3 kpc próximo, localizado na parte anterior em relação à nossa posição, e o 3 kpc distante, no lado oposto, ambos situadas a três quiloparsecs ou dez mil anos luz do centro galáctico. Sua origem provém possivelmente do fluxo de material interestelar ao longo da barra central. Além do disco galáctico, em um raio de mais de sessenta mil anos-luz, existe uma corrente de estrelas que circunda toda a galáxia, formando o Anel de Monoceros. A origem mais provável desta estrutura seria o rompimento de antigas e pequenas galáxias satélites que orbitavam a Via Láctea, mas acabaram por ser rompidas pela gravidade da mesma, deixando somente uma trilha de estrelas.
O fato de a galáxia possuir rotação diferencial levantou a questão de como os braços espirais podem perdurar por tanto tempo já que, se cada parte se move a uma velocidade diferente, logo deveriam se desfazer. A solução veio a partir do modelo de onda de densidade, que descreve os braços espirais como sendo ondas de alta densidade que se movem ao longo do disco galáctico delineando o formato espiral. Conforme esta onda passa por uma região, nuvens moleculares se aglomeram e dão origem a estrelas massivas, ocasionando a proeminência visual do braço espiral. Esta onda se move, posteriormente, para adiante, fazendo surgir novas estruturas que continuarão a delinear o formato desta onda, enquanto estruturas antigas são deixadas para trás. Como as nuvens moleculares e estrelas massivas apresentam vida curta, logo perdem seu brilho e se desfazem. Portanto, as ondas se movem com velocidade angular constante ao redor do centro galáctico e, dessa forma, não se dissipam.

#### Proximidades do Sistema Solar

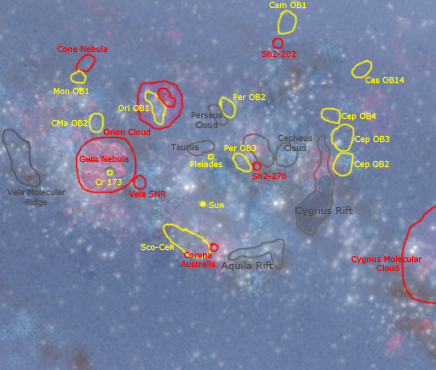
Mapa do Braço de Órion nas proximidades do Sol, mostrando algumas de suas características. O centro galáctico está voltado para a parte inferior. Em vermelho as nuvens moleculares, em amarelo as associações OB e em cinza as nebulosas escuras.

O Sol situa-se nas proximidades da borda interna do Braço de Órion, uma estrutura menor localizada entre os braços de Perseu e de Sagitário, numa zona onde a densidade estelar é de somente 0,11 estrelas por parsec cúbico, a maioria delas com pequena massa e associadas a sistemas binários ou múltiplos, sendo que num raio de treze anos-luz foram encontrados somente vinte e cinco sistemas estelares. O mais próximo deles é o sistema Alpha Centauri, cujo componente mais próximo é a anã vermelha Proxima Centauri, localizada a pouco mais de quatro anos-luz de distância. Sirius, a estrela mais brilhante do céu (depois do Sol) está a 8,6 anos-luz da Terra.
O Sol atualmente está cruzando uma região do espaço dominada por matéria interestelar denominada Nuvem Interestelar Local. Esta nuvem faz parte de uma estrutura ainda maior, a Bolha Local, em cuja borda está o Sistema Solar, a qual se estende por cerca de 390 anos-luz, e tem origem na associação Scorpius Centaurus. Neste local existe uma intensa atividade de formação estelar, onde surgem estrelas massivas e jovens com classes espectrais O e B. Estas estrelas possuem um período de vida curto, e quando explodem sob a forma de supernovas, originam fortes ventos de gases que varrem as regiões por onde passam, criando bolhas de gases em meio ao espaço interestelar.
A Nebulosa de Gum é o mais próximo remanescente de supernova, com sua parte mais próxima localizada a 450 anos-luz. Dentro desta região estão os fragmentos da Supernova de Vela. A Nebulosa de Órion, a cerca de 1 500 anos-luz, é a mais próxima dentre as grandes regiões de formação estelar. Grandes nuvens moleculares escuras localizam-se a mais de 1 500 anos-luz do Sol, sendo responsáveis pelo obscurecimento em partes do plano galáctico observados a partir da Terra nas constelações de Cisne e Águia. Estas nuvens organizam-se em linha de forma paralela à associações estelares que estão logo atrás, conforme tipicamente observado em galáxias espirais. As Híades, a 150 anos-luz, e as Plêiades, a 410 anos-luz, são os dois aglomerados abertos mais próximos do Sistema Solar. No Braço de Órion existe uma banda denominada Cinturão de Gould, ao longo da qual existem importantes locais de formação estelar da qual, inclusive, a nebulosa de Órion e a associação Scorpius Centaurus fazem parte.

### Halo

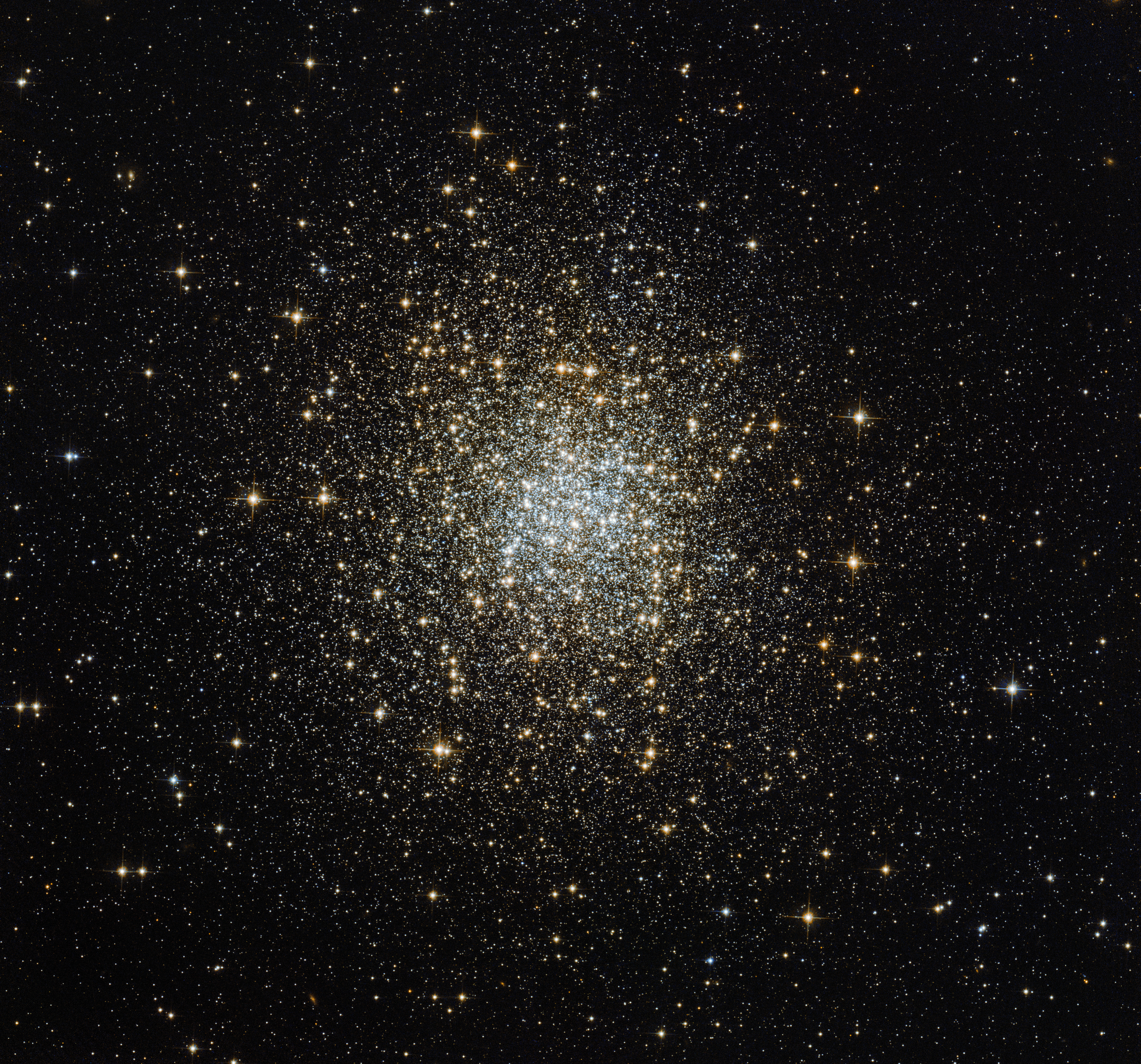
Palomar 2, um aglomerado globular do halo galáctico, fotografado pelo Telescópio Espacial Hubble.

O halo da Via Láctea é uma região aproximadamente esférica que se estende para além do disco, onde está presente pouca quantidade de gás e poeira e nenhuma atividade de formação estelar. Contudo, existem mais de cem aglomerados globulares identificados (mas estimativas sugerem a existência de cerca de quinhentos), constituídos por estrelas da população II, tão antigas quanto a própria galáxia e com baixa metalicidade. Esses aglomerados executam órbitas elípticas ao redor do centro galáctico em orientações aleatórias que por vezes cruzam o disco, enquanto podem levá-los para até trezentos mil anos-luz de distância do centro galáctico. De fato estes aglomerados globulares, assim como algumas estrelas desviadas para esta região, são os únicos componentes brilhantes que delineiam o formato do halo. Esta região da galáxia pode abrigar ainda um grande número de estrelas anãs vermelhas de pequena massa e pouco brilhantes, o que tornaria difícil sua detecção. Aglomerados cujas distâncias demasiadamente grandes originam dúvidas se realmente fazem parte do halo ou se estão ligados gravitacionalmente a alguma galáxia satélite da Via Láctea, como as Nuvens de Magalhães. Em função de campos de estrelas esparsas do halo terem sido encontrados a cerca de 160 mil anos-luz do centro galáctico, esta distância é usualmente tida como o raio do halo.
Evidências levantadas a partir de dados obtidos pelo Observatório de raios-X Chandra sugerem que a galáxia está envolvida em uma espécie de halo gasoso que se estende por centenas de milhares de anos-luz do seu centro, cuja massa é comparável a massa de todas as estrelas da galáxia. Sua temperatura é extremamente alta, chegando a mais de um milhão de kelvins. Esta nuvem difusa de matéria pode ser a solução para o problema dos bárions na galáxia, cuja quantidade atual é somente a metade da proporção observada nos primórdios do Universo, com base em observações de galáxias distantes.
Circundando a galáxia, constatou-se a presença de um halo que se estende para muito além do disco, composto de matéria escura, cuja natureza é desconhecida. Embora esse tipo de matéria não interaja com a luz, sua presença é detectável por meio de sua influência gravitacional sobre a translação dos objetos ao redor do centro galáctico. De fato a matéria escura compreende cerca de noventa por cento da massa total da galáxia, enquanto toda a matéria visível corresponde à porcentagem restante. A presença desta matéria escura pode ser decisiva na estabilidade das ondas de densidade e, consequentemente, na manutenção dos braços espirais da galáxia por longos períodos.

### Rotação

Curva de rotação da Via Láctea. Em laranja o predito de acordo com a massa visível e em azul o observado.

A Via Láctea apresenta um movimento de rotação ao redor do centro galáctico em sentido horário (a partir do polo norte galáctico), contudo de forma diferencial, ou seja, a velocidade da rotação da galáxia como um todo não é a mesma. Este movimento apresenta, assim como outras galáxias espirais, irregularidades em relação ao que é previsto baseado na massa total visível (formada por estrelas, gases e outros componentes) e o que de fato se observa. Nota-se que as regiões mais afastadas da galáxia giram com velocidades maiores do que seria predito pelas Leis de Kepler. Portanto conclui-se que a velocidade de rotação não necessariamente diminui com a distância, mas se mantém praticamente constante a partir do disco.
A curva de rotação descreve a velocidade de rotação dos astros da galáxia em função de sua distância ao centro. Esta velocidade está diretamente relacionada à quantidade de matéria que se encontra no interior desta órbita, sendo possível, portanto, inferir a massa da galáxia por meio do movimento de seus componentes. Conforme revela a curva de rotação da Via Láctea, a velocidade em suas partes externas é maior do que o esperado, o que implica uma grande quantidade de matéria existir além do disco, muito além do que pode ser observado. Por isso, acredita-se que a anomalia seja provocada pela matéria escura, indetectável diretamente e cuja natureza se desconhece.

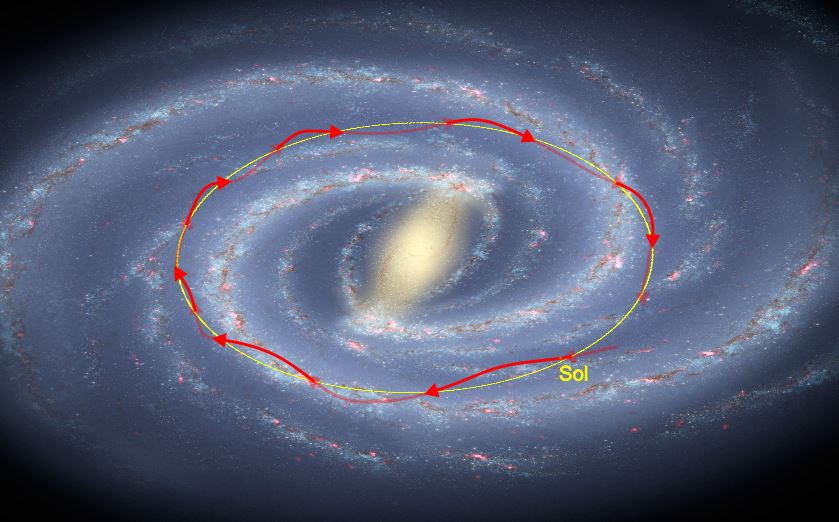
Movimento do Sol ao redor do centro galáctico.

O Sol descreve uma órbita ao redor do centro galáctico com velocidade de cerca de 220 quilômetros por segundo, o que resulta em um período orbital de aproximadamente 225 milhões de anos. Desde sua formação, estima-se que o Sol tenha completado seu trajeto vinte vezes. O vetor velocidade do Sol aponta para a constelação de Cisne. Em relação ao referencial de repouso local, ou seja, desconsiderando-se o movimento do Sol e de todas as outras estrelas ao redor do centro galáctico, o Sol se move a 22 quilômetros por segundo na direção da constelação de Hércules, em direção a um ponto denominado ápice solar. O Sol apresenta, ainda, um movimento de oscilação harmônico em relação ao plano galáctico, cruzando-o com um período entre 52 a 74 milhões de anos, com amplitude máxima entre 49 a 93 parsecs acima ou abaixo do plano galáctico. Atualmente estamos a cerca de 15 parsecs acima do plano da Via Láctea. O período destas oscilações da órbita solar aproximadamente coincidem com eventos de extinção em massa, levantando suspeitas de que, ao cruzar regiões densas de nuvens moleculares ou dos braços espirais, perturbações gravitacionais modificariam a órbita de cometas distantes do Sistema Solar que, por sua vez, atingiam nosso planeta.

### Deformação galáctica
As deformações das galáxias de disco são um fenômeno comum (tão comum quanto a estrutura em espiral). A medição da distribuição estelar e cinemática da nossa galáxia demonstra uma deformação galáctica na Via Láctea.  A órbita de uma partícula livre inclinada para o disco galáctico precede a uma taxa que depende do raio galactocêntrico; estruturas deformadas tendem a fazer o mesmo, enrolando a dobradura em uma espiral apertada. A medição da taxa de precessão da dobra da Via Láctea usando 12 milhões de estrelas gigantes descobriu que ela está precessando a 10,86 ± 0,03 (estatística) ± 3,20 (sistemática) km s-1 kpc-1 na direção da rotação galáctica, cerca de um terço a velocidade de rotação angular na posição do Sol na Galáxia.

A dobradura completaria uma rotação em torno do centro da Via Láctea entre 600 e 700 milhões de anos. O sol está a uma distância de 26 mil anos-luz do centro galáctico, onde a amplitude da deformação é mínima. As medições dos cientistas do projeto de Gaia foram dedicadas principalmente às partes externas do disco galáctico, a 52 mil anos-luz do centro galáctico e além.

## Proximidades

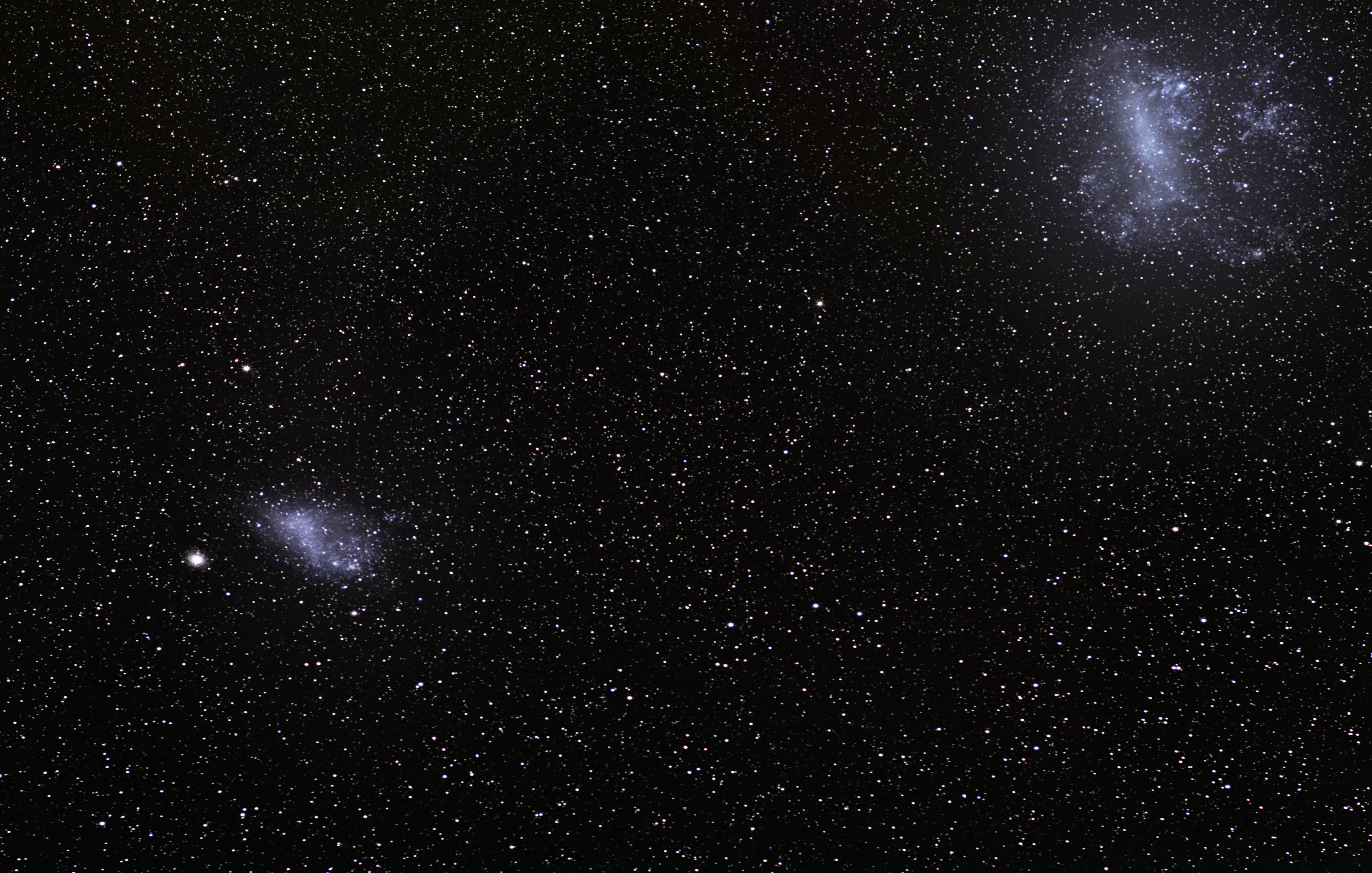
A Grande e a Pequena Nuvem de Magalhães são facilmente visíveis a olho nu.

Algumas galáxias de menor porte orbitam a Via Láctea, sendo, portanto galáxias satélite. A mais próxima delas é a Galáxia Anã do Cão Maior, situada a cerca de 42 mil anos-luz do centro galáctico, seguida pela Galáxia Anã Elíptica de Sagitário. A Grande Nuvem de Magalhães e a Pequena Nuvem de Magalhães são as maiores dentre as galáxias satélite da Via Láctea. Ambas são visíveis a olho nu no hemisfério sul celeste como manchas brilhantes, sendo que a Grande Nuvem de Magalhães é a galáxia mais brilhante vista da Terra depois da própria Via Láctea. Ambas são estruturas irregulares e apresentam regiões de intensa formação estelar. Uma corrente de gases existe ligando as nuvens de Magalhães entre si e também com a Via Láctea, sendo sugerido que teria origem na interação gravitacional entre as galáxias.
As nuvens de Magalhães possivelmente são as responsáveis por criar uma deformação observada no disco galáctico. Embora sua massa seja insignificante comparada com toda a Via Láctea, a interação com a matéria escura circundante faz com que os efeitos gravitacionais das galáxias satélite sejam amplificados a ponto de influenciar a forma do disco galáctico enquanto descrevem sua órbita ao redor do centro da galáxia.

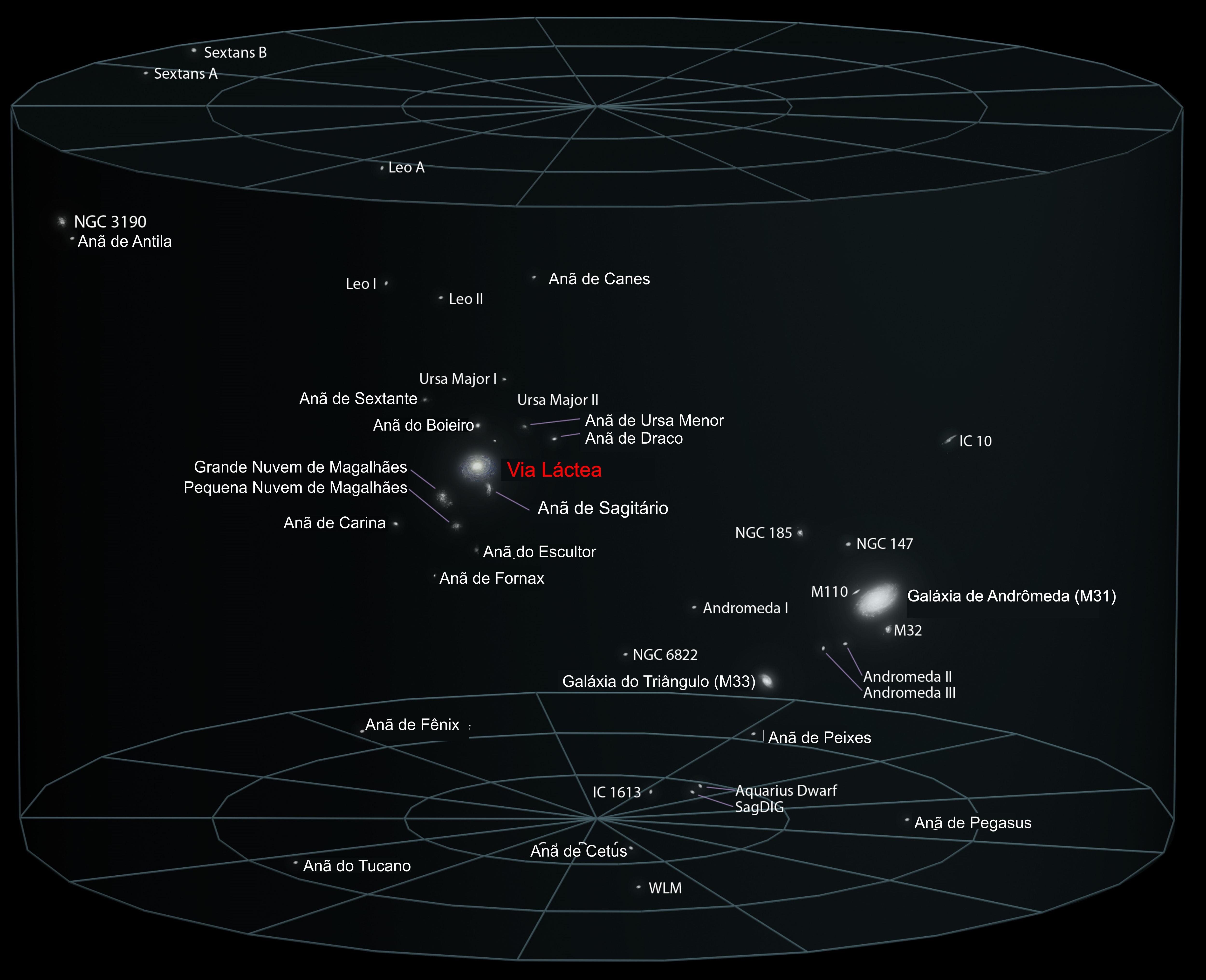
Grupo Local.

Com exceção das nuvens de Magalhães, as galáxias satélites da Via Láctea são extremamente pequenas e difusas, sendo de difícil observação até mesmo com o auxílio de telescópios. Muitas das galáxias satélites que se aproximam da Via Láctea acabam por ser distorcidas, rompidas e suas estrelas são incorporadas à nossa galáxia, conforme está acontecendo com as duas galáxias mais próximas. O aglomerado globular Omega Centauri apresenta características incomuns, o que leva à suspeita de que seja o núcleo de uma antiga galáxia anã que foi destruída pela Via Láctea, que incorporou seus componentes.
Nossa galáxia integra um grupo composto por mais de trinta galáxias, denominado Grupo Local que, por sua vez, pertence ao Superaglomerado de Virgem. Contudo, somente três galáxias se destacam, sendo a maior delas a Galáxia de Andrômeda, visível a olho nu e distante 2,5 milhões de anos-luz. A Via Láctea, contudo, parece ser o componente mais massivo do grupo. A Galáxia do Triângulo também apresenta estrutura espiral, embora seja bem menos massiva que as outras duas. Os demais componentes, são principalmente galáxias anãs irregulares ou elípticas.
A interação gravitacional entre as duas maiores galáxias do Grupo Local as colocaram em rota de colisão, a qual deverá acontecer em pelo menos quatro bilhões de anos. Simulações mostram que Andrômeda e a Via Láctea se fundirão, num processo que levará mais dois bilhões de anos, até formarem uma gigantesca galáxia elíptica. Contudo, dificilmente ocorrerão colisões entre estrelas, devido à imensa separação entre elas, apesar de suas órbitas serem radicalmente alteradas. Posteriormente, a Galáxia do Triângulo também deverá colidir com a galáxia elíptica resultante.

### Movimento

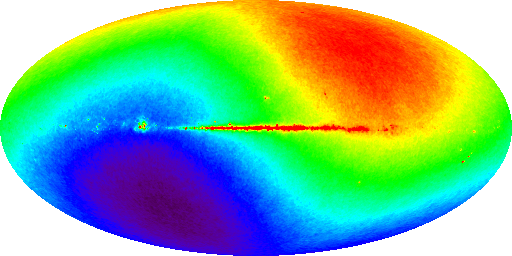
Anisotropia dipolar da radiação cósmica de fundo em micro-ondas em todo o céu. A região em vermelho representa a região para onde o Sistema Solar se move, a partir da qual pode-se inferir o movimento do Grupo Local. Note a emissão do plano galáctico no centro da imagem.

A nossa galáxia, assim como o Grupo Local, apresentam um movimento próprio influenciado pelos aglomerados de galáxias próximos. O fluxo de Hubble, que descreve o movimento das galáxias devido somente à expansão do Universo, é utilizado como referencial inercial do movimento galáctico. Galáxias como a Via Láctea apresentam velocidades peculiares em relação a este referencial. A velocidade e a direção do movimento da galáxia podem ser detectados a partir da ocorrência da anisotropia dipolar, causada pelo efeito Doppler, em que a radiação que está na direção da velocidade da galáxia sofre desvio para o azul, enquanto a radiação proveniente da direção oposta sofre desvio para o vermelho. Um observador estacionário em relação ao fluxo de Hubble, por sua vez, não detecta nenhum desvio na radiação incidente. A galáxia tende a se aproximar do centro de massa do Grupo Local, o que levará a colisão com Andrômeda. O grupo Local como um todo, por sua vez, move-se a cerca de 620 quilômetros por segundo em relação à radiação cósmica de fundo, na direção de longitude 276° e latitude de 30° em coordenadas galácticas, na direção da constelação de Hidra. A radiação cósmica de fundo foi mapeada a partir dos satélites COBE e WMAP. O aglomerado de galáxias de Virgem é responsável por parte da velocidade do Grupo Local, mas a maior parte provém da ação gravitacional do Grande Atrator, que possivelmente é causada pela influência do Superaglomerado Hidra-Centauro em conjunto com outros superaglomerados de galáxias. Nossa galáxia situa-se na borda de um grande Vazio Local, uma região com ausência de galáxias da qual o Grupo Local está se afastando.

## Aparência

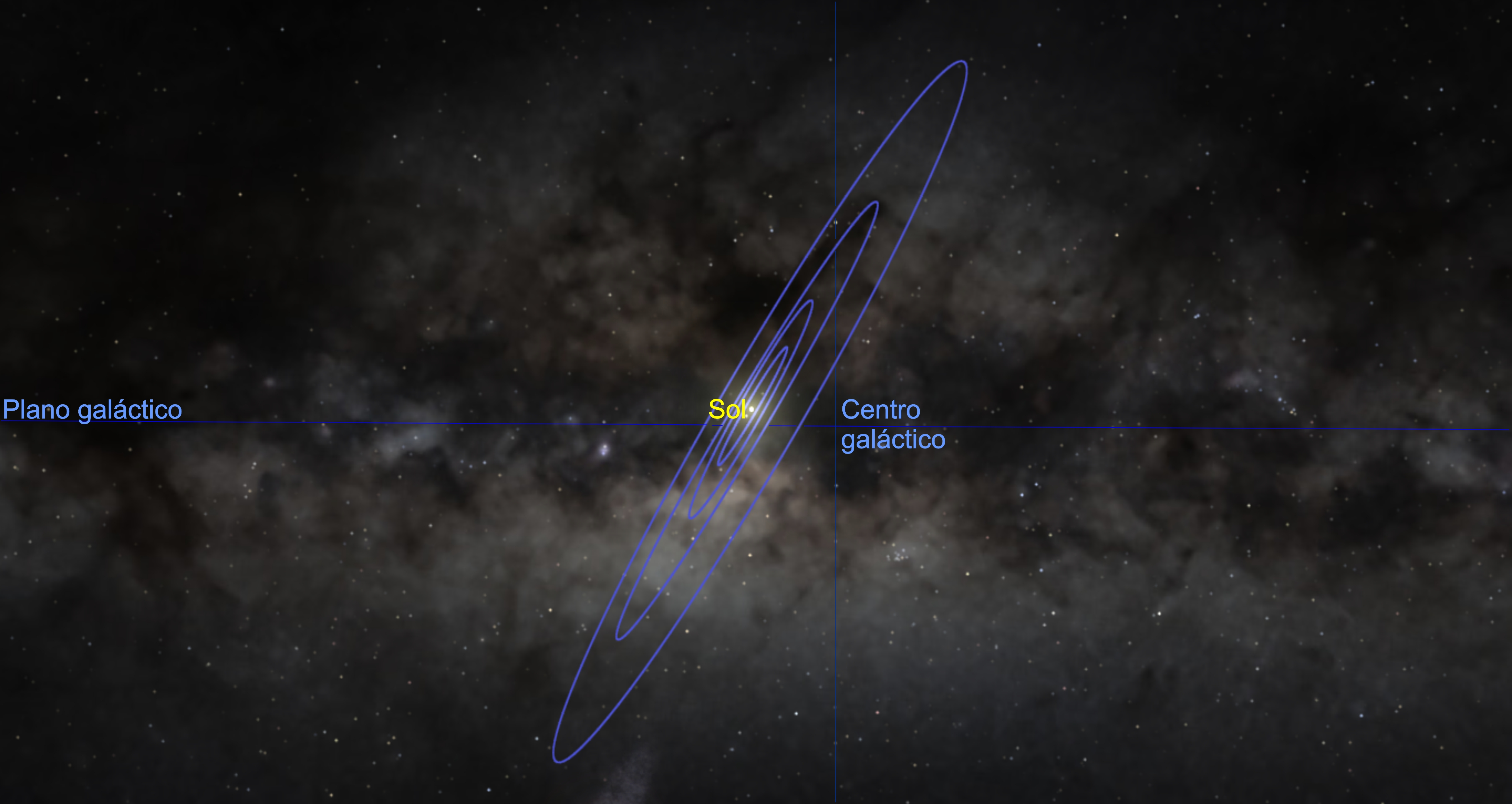
Posição do Sistema Solar em relação ao plano galáctico. Somente as órbitas dos gigantes gasosos estão representadas.

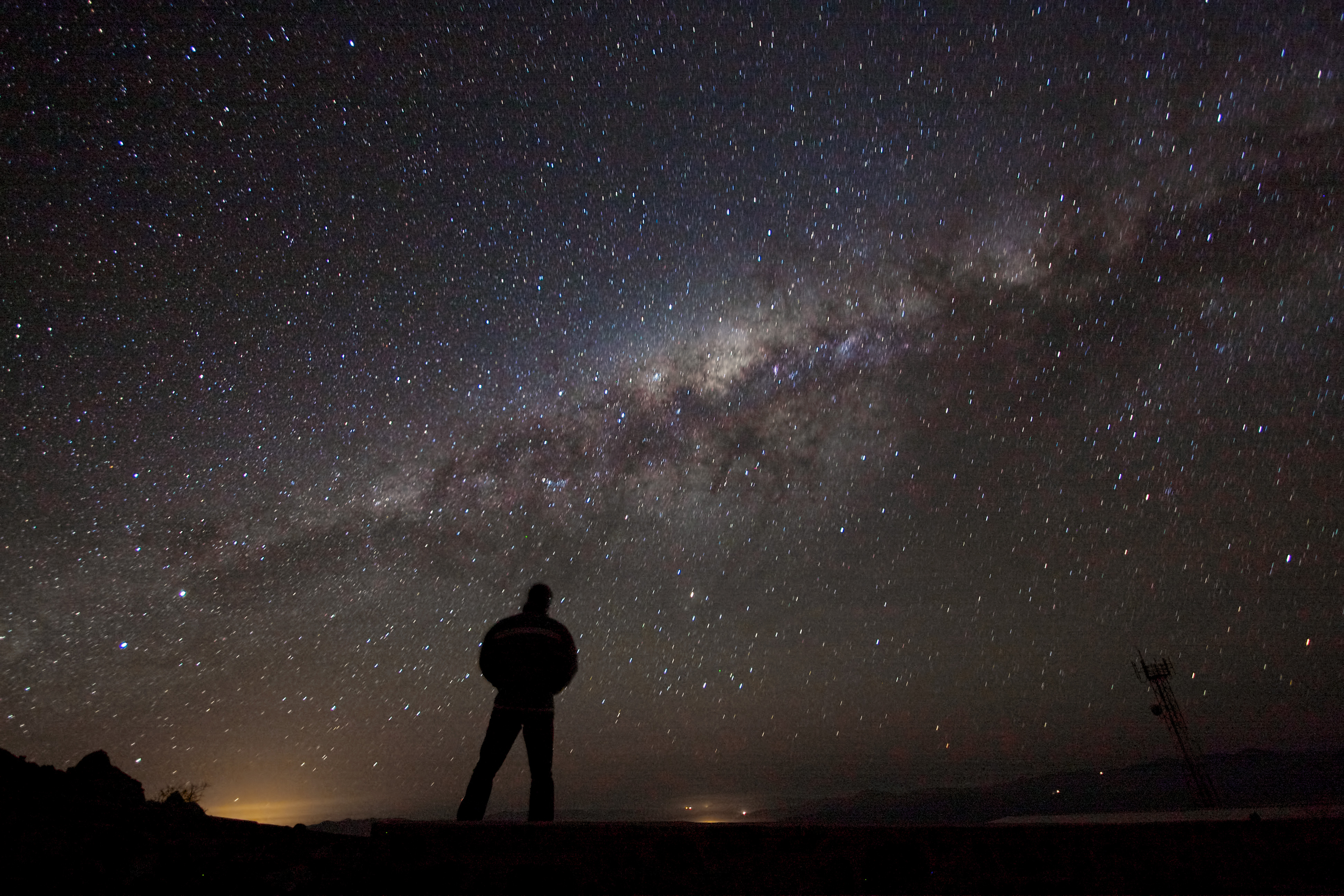
Via Láctea vista no deserto do Atacama, no Chile.

A partir da posição do Sistema Solar, a Via Láctea forma uma faixa brilhante que se estende por 360° ao redor da esfera celeste. De fato a maior parte das estrelas não pode ser definida visualmente, de forma que suas luzes são combinadas em uma luminosidade difusa, cuja distribuição é extremamente irregular. O plano galáctico é inclinado cerca de 60° em relação à eclíptica, fazendo com que a galáxia cruze tanto constelações do hemisfério celeste norte quanto do sul e que, portanto, possa ser vista de qualquer lugar do mundo. O polo galáctico norte localiza-se na constelação de Coma Berenices, enquanto o polo galáctico sul encontra-se na constelação de Escultor.
O centro da galáxia localiza-se na constelação de Sagitário, onde estão presentes as regiões visualmente mais brilhantes, como a Nuvem Estelar de Sagitário e partes do bulbo central, além de muitos aglomerados globulares e a Nebulosa da Lagoa visíveis a olho nu. Esta região apresenta, contudo, uma proeminente faixa escura distribuída de forma irregular. A partir desta região em direção às constelações de Águia e Cisne a banda obscurecida continua evidente, dividindo a faixa da galáxia em duas. Seguindo sua trajetória até a constelação de Cassiopeia, a galáxia se mostra como uma faixa simples e menos proeminente, cuja largura varia irregularmente. Esta faixa contínua pelas constelações de Gêmeos, Órion, Monoceros e Cão Maior igualmente pobre em brilho, embora alguns aglomerados abertos, como M41 e M47 sejam visíveis a olho nu. Contudo, a partir das constelações de Vela, Carina (onde situa-se a Nebulosa de Eta Carinae), Cruzeiro do Sul, Centauro, Norma e Escorpião até o retorno a Sagitário, a galáxia volta a exibir um brilho intenso. A faixa brilhante contínua, mas irregular, é recortada por regiões obscurecidas por nuvens moleculares, como a Nebulosa do Saco de Carvão.
Por ser um objeto difuso e com baixa luminosidade superficial, a observação da Via Láctea é fortemente afetada pela poluição luminosa. Em áreas extremamente escuras, onde hão haja nenhum tipo de poluição luminosa (onde a magnitude limite chega a +6,0 aproximadamente), as estruturas da galáxia são facilmente perceptíveis, sendo seu brilho tão intenso a ponto de projetar sombra. Em áreas rurais, mesmo com o leve brilho ocasionado pelas luzes urbanas, a Via Láctea se mostra proeminente no céu. Em áreas suburbanas (onde a magnitude limite é de +4,5), a iluminação noturna faz com que a Via Láctea se torne pouco estruturada e fortemente obscurecida, mesmo quando em direção ao zênite. No centro das cidades é praticamente impossível observar a galáxia.

## Visões culturais
A faixa brilhante e sinuosa da Via Láctea instiga a curiosidade humana desde a antiguidade. Pelo fato de se estender por todo o céu, a galáxia foi tida como análoga a rios, como no caso de lendas antigos egípcias, em que era comparada ao Rio Nilo, contudo corria nas áreas habitadas pelos espíritos. Na língua chinesa e na língua japonesa, a galáxia recebe a denominação de "Rio Prateado" (em chinês: 银河系, Yínhéxì; em japonês: 銀河系, Gingakei) ou "Rio Celestial" (em chinês: 天河, Tiānhé; em japonês: 天の川銀河, Amanogawa Ginga), enquanto, para os hindus, a Via Láctea representa o "curso do Ganges celestial".  Há referências em outras culturas da Via Láctea como sendo um rio que conduziria à imortalidade.

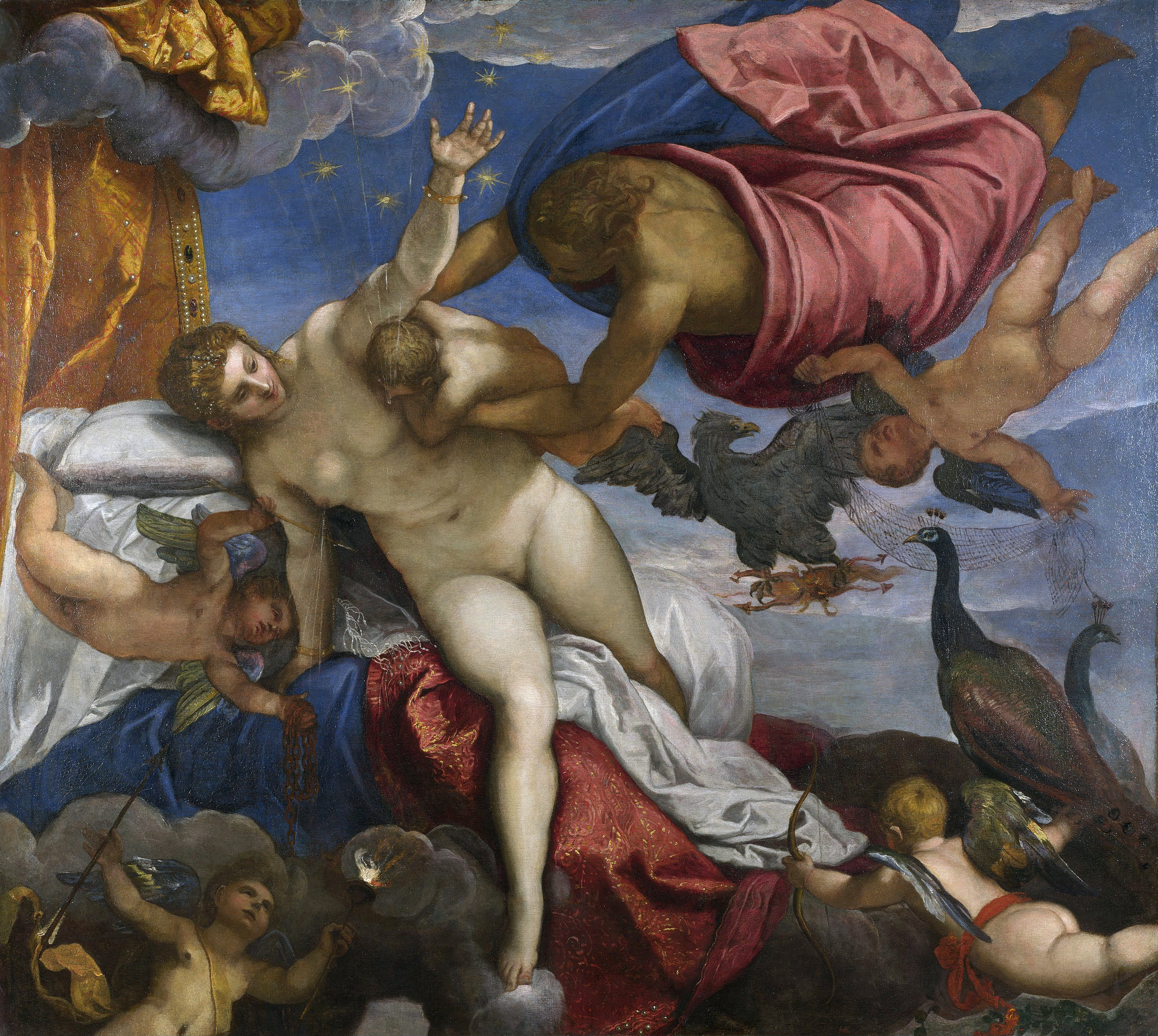
Pintura de Tintoretto, do ano de 1575, descrevendo a origem da Via Láctea a partir do mito grego.

Segundo a mitologia grega, Héracles, filho de Zeus, foi levado para se alimentar no seio de Hera, sua esposa, e dessa forma obteria a imortalidade. Entretanto, ao saber que Héracles era, na verdade, filho de Zeus com uma concubina mortal, imediatamente empurrou o menino, e seu leite derramou por todo o céu, formando uma faixa esbranquiçada. Possivelmente, o nome da galáxia surgiu a partir desta lenda, com base no surgimento da expressão do grego helenístico galaxias kuklos (γαλαξίας κύκλος ou "ciclo leitoso") que, traduzido para o latim, veio a se tornar "Via Láctea". Desta mesma expressão surgiu a palavra "galáxia", cuja raiz significa simplesmente "leite".
Em culturas indígenas, o formato irregular da faixa brilhante era assimilada como sendo figuras animais. Para os índios desanos, por exemplo, a Via Láctea forma a figura de duas cobras que se enrolam, enquanto para os quíchuas as porções escuras da galáxia representavam diversos animais. Na mitologia dos índios tupi-guarani, a Via Láctea é na verdade o Caminho das Antas (Tapi`i Rape). Parte desta faixa representa a plumagem da Ema, uma grande constelação que se estende entre as constelações ocidentais do Cruzeiro do Sul e Escorpião.
De fato a maior parte das lendas concebe a galáxia como sendo um caminho ou uma estrada. Segundo algumas crenças de povos esquimós, dentre outros, a faixa brilhante forma o "caminho das cinzas". Em culturas africanas esta crença provém da lenda de uma menina que marcou seu caminho para que seu povo pudesse encontrá-la. Para os cheyennes e outras tribos das grandes planícies dos Estados Unidos, a Via Láctea é a trilha de poeira deixada pela corrida entre o búfalo e o cavalo.
Os turcos conheciam a galáxia como Hadjiler Juli ou a "estrada dos peregrinos". Na Idade Média na Europa, recebia a denominação de "estrada de Roma", em alusão à sede da Igreja Católica, através da qual se conseguiria o acesso ao paraíso. Na Península Ibérica, a Via Láctea é conhecida também como Caminho ou Estrada de Santiago. São Tiago, um dos apóstolos de Jesus, foi para o norte da atual Espanha para evangelizar. Muito depois de sua morte, começaram peregrinações para o local onde hoje fica a cidade de Santiago de Compostela, a partir de relatos de milagres e aparições. Os peregrinos, à noite, utilizavam a Via Láctea como guia para chegarem à cidade, razão pela qual a galáxia também recebe estas denominações.
Mais recentemente, a partir do advento da ficção científica, a galáxia passou a ser o local de viagens interestelares, em que geralmente humanos são capazes de chegar a outros planetas e conhecer outras formas de vida extraterrestre. Isaac Asimov em sua trilogia Fundação criou um extenso Império Galáctico que se estende por incontáveis planetas. Na série Star Trek, a galáxia é povoada por raças alienígenas que possuem domínios em diversas regiões da galáxia.

## História da observação
A investigação científica sobre a natureza da Via Láctea data desde a antiguidade. Em seu livro Meteorologica, Aristóteles argumenta que a faixa brilhante era originada de exalações ferozes de estrelas grandes, numerosas e próximas entre si, que acontecia nas partes mais altas da atmosfera. Muitos outros astrônomos, por sua vez, imaginavam a Via Láctea como sendo o resultado do brilho de muitas estrelas distantes e próximas entre si, de forma que sua luz aparecia de forma difusa. Avempace, por exemplo, afirma que as estrelas que quase se tocam, formam uma "imagem contínua", o que seria o resultado da refração da atmosfera.
Galileu Galilei, ao apontar seu telescópio para a Via Láctea no ano de 1609, observou sua verdadeira natureza e escreveu em seu livro Sidereus Nuncius que "a galáxia de fato não é nada além de um amontoado de estrelas que formam aglomerados. Para qualquer direção que se aponte o telescópio, uma vasta quantidade de estrelas imediatamente se mostra, muitas delas bastante brilhantes, enquanto o número de estrelas pequenas é incalculável."

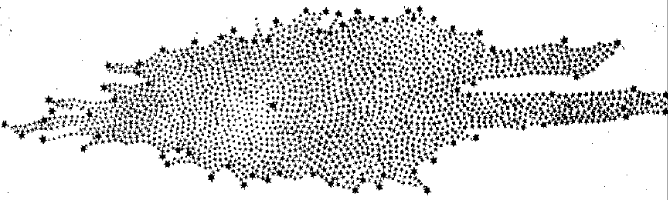
Descrição da galáxia feita por William Herschel, publicada em 1785. O Sol é o ponto mais forte próximo ao centro.

Posteriormente, percebeu-se que o Sol estava dentro do grande grupo de estrelas que forma a Via Láctea. William Herschel e sua irmã, nos anos de 1780, foram um dos primeiros a tentar determinar a posição do Sistema Solar na galáxia a partir da densidade de estrelas observada. Concluíram, então, que a galáxia teria forma achatada e que o Sol estaria próximo a sua região central. Jacobus Kapteyn, no fim do século XIX, chegara a conclusão semelhante ao constatar que a densidade de estrelas decrescia conforme a distância ao Sol. Estas constatações eram vistas com ceticismo pela comunidade científica da época, e de fato estavam erradas por terem a premissa de que nada bloquearia a luz das estrelas e que, portanto, todas podiam ser vistas, pois não sabiam da existência das nuvens moleculares.
No ano de 1917, Harlow Shapley conseguiu medir a distância de dezenas de aglomerados globulares, utilizado algumas estrelas variáveis presentes em cada um dos aglomerados, e percebeu que estes pareciam se concentrar em uma certa região na constelação de Sagitário, concluindo que lá deveria estar o centro da galáxia. Na mesma época, houve um grande debate entre Sharpley e Heber Curtis sobre o tamanho da galáxia e do Universo. Sharpley havia deduzido o diâmetro da Via Láctea como sendo mais de trezentos mil anos-luz, sendo que a Nebulosa de Andrômeda e as Nuvens de Magalhães faziam parte deste grande sistema estelar. Curtis, por outro lado, argumentava que Andrômeda e outras estruturas espirais estariam muito mais distantes e separadas da Via Láctea, formando "universos-ilha".

A observação em diversos comprimentos de onda permite visualizar diversas estruturas mesmo através de nuvens moleculares, como estas na região central da galáxia fotografada em infravermelho pelo Telescópio espacial Spitzer.

A dúvida foi sanada quando, em 1924, Edwin Hubble por meio de técnicas refinadas de observação, conseguiu analisar estrelas individuais da nebulosa de Andrômeda e assim calcular sua distância. Então, comprovou-se que se tratava de um sistema composto por bilhões de estrelas, semelhante à Via Láctea, localizado a mais de dois milhões de anos-luz. Desde então tornou-se comum o uso do termo "galáxia" para designar tais objetos celestes. Cinco anos depois, Hubble também viria a concluir que as outras galáxias estão se afastando de nós, o que é atribuído à expansão do Universo.
Na mesma década, Jan Oort e Bertil Lindblad observaram que o Sol não ocupa uma posição fixa na galáxia, mas orbita ao redor de seu centro, deduzindo a partir do movimento próprio das estrelas nas proximidades do Sistema Solar. Embora algumas dessas estrelas apresentem um movimento irregular, a análise de uma grande quantidade permitiu concluir que se moviam em uma mesma direção, assim como o Sol, ao redor do centro da Via Láctea.
Somente na década de 1930 percebeu-se a presença da poeira interestelar, responsável por obstruir nossa visão de várias regiões da galáxia. Desta forma, justificou-se os erros cometidos anteriormente na determinação do tamanho da galáxia e de sua estrutura. Durante a Segunda Guerra Mundial, o astrônomo Walter Baade notou que os componentes estelares da galáxia não se diferenciavam somente pela sua localização, mas também pela diferença de idades e sua ligação com a composição química. Então, dividiu as estrelas da galáxia em dois grupos, o primeiro (população I) formado por estrelas mais jovens e ricas em metais que formam o disco e o segundo (população II) composto por estrelas antigas e pobres em metais, localizadas principalmente no núcleo e no halo.

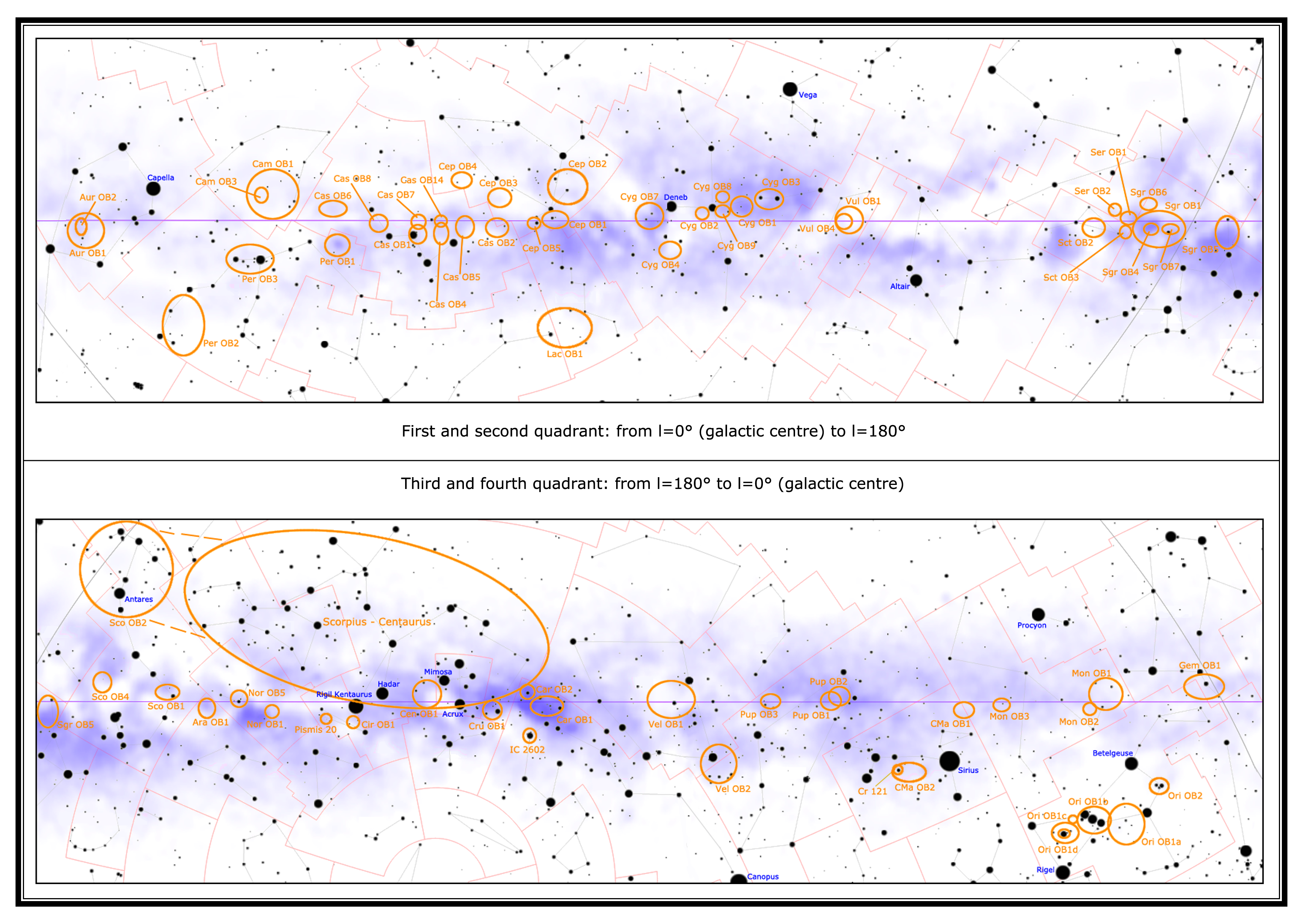
Mapa das principais associações O e B visíveis. Note a extensão da Associação Scorpius Centaurus, a mais próxima.

William Wilson Morgan, em um estudo publicado em 1951, mediu a posição de muitas estrelas de classes espectrais O e B, associadas a nebulosas, e percebeu sua distribuição peculiar, revelando os braços espirais da Via Láctea. Técnicas de radioastronomia criadas no fim da década permitiram encontrar as distâncias das nuvens moleculares, que igualmente evidenciaram a estrutura espiral da galáxia.
Desde então, a observação da Via Láctea têm sido feita não só em luz visível, mas em diversos comprimentos de onda do espectro eletromagnético, desde o infravermelho até raios X e gama, que permitem sondar as estruturas além das faixas de poeira até seus confins. Em 1989, a fim de mapear a posição de mais de cem mil estrelas de toda a galáxia, foi colocado em órbita o satélite Hipparcos, cujos dados deram origem a um extenso e preciso catálogo estelar. Já no fim de 2013, iniciou-se a missão Gaia, com o objetivo de mapear com precisão a posição de cerca de um bilhão de estrelas da Via Láctea. A partir de técnicas de astrometria, vão ser determinadas o movimento próprio das estrelas, fornecendo dados sem precedentes sobre a dinâmica da galáxia. Pretende-se ainda, durante os cinco anos previstos da missão, mapear outros objetos, como corpos menores do Sistema Solar, planetas extrassolares, protoestrelas e buracos negros tanto na Via Láctea quanto em outras galáxias distantes.

## As temporadas da Via Láctea
Devido ao movimento de translação da Terra, somente em um certo período do ano o centro da galáxia está visível no período noturno, a chamada "Temporada da Via Láctea", muito importante para astrofotógrafos. No hemisfério sul a temporada começa aproximadamente no final de janeiro, e se encerra em outubro. Já no hemisfério norte, o centro da Via Láctea somente é visível para observadores localizados ao sul do paralelo 55° N. Para esses observadores a temporada começa mais tarde — em fevereiro ou março — e termina mais cedo.